# Landtagswahlkreis Rheinisch-Bergischer Kreis II
Der Landtagswahlkreis Rheinisch-Bergischer Kreis II (Organisationsziffer 22) ist einer von derzeit 128 Wahlkreisen in Nordrhein-Westfalen, die jeweils einen mit der einfachen Mehrheit direkt gewählten Abgeordneten in den Landtag entsenden.
Zum Wahlkreis 22 Rheinisch-Bergischer Kreis II gehören die kreisangehörigen Städte und Gemeinden Burscheid, Kürten, Leichlingen (Rheinland), Odenthal, Overath und Wermelskirchen.

## Landtagswahl 2022
Wahlberechtigt waren 111.293 Einwohner. Die Wahlbeteiligung lag bei 61,8 %.
| Direktkandidat      | Partei   | Erststimmen in % | Zweitstimmen in % |
| ------------------- | -------- | ---------------- | ----------------- |
| Sebastian Lemmer    | SPD      | 20,0             | 20,7              |
| Herbert Reul        | CDU      | 51,1             | 41,7              |
| Jürgen Langenbucher | GRÜNE    | 15,7             | 18,5              |
| Marco Frommenkord   | FDP      | 5,9              | 7,1               |
| Mike Galow          | LINKE    | 1,6              | 1,2               |
| Carlo Clemens       | AfD      | 5,0              | 4,8               |
| –                   | Sonstige | 0,9              | 6,1               |

## Landtagswahl 2017
Wahlberechtigt waren 111.562 Einwohner. Die Wahlbeteiligung lag bei 71,7 %.
| Direktkandidat      | Partei   | Erststimmen in % | Zweitstimmen in % |
| ------------------- | -------- | ---------------- | ----------------- |
| Heike Engels        | SPD      | 28,3             | 25,0              |
| Rainer Deppe        | CDU      | 47,0             | 37,1              |
| Jürgen Langenbucher | GRÜNE    | 5,3              | 6,3               |
| Lothar Esser        | FDP      | 8,5              | 17,2              |
| –                   | Piraten  | –                | 0,7               |
| Mike Galow          | LINKE    | 3,2              | 3,7               |
| Sebastian Weirauch  | AfD      | 5,9              | 5,6               |
| Sonstige            | Sonstige | 1,8              | 3,5               |

Der Wahlkreis wird im Landtag vom Wahlkreisabgeordneten Rainer Deppe, der dem Parlament seit 2005 angehört, vertreten.

## Landtagswahl 2012
Wahlberechtigt waren 111.069 Einwohner. Die Wahlbeteiligung lag bei 63,5 %.
| Direktkandidat      | Partei  | Erststimmen in % | Zweitstimmen in % |
| ------------------- | ------- | ---------------- | ----------------- |
| Rainer Deppe        | CDU     | 36,6             | 28,0              |
| Oliver Deiters      | SPD     | 33,9             | 33,1              |
| Jürgen Langenbucher | GRÜNE   | 9,0              | 11,5              |
| Mike Galow          | Piraten | 7,0              | 7,2               |
| Christian Lindner   | FDP     | 11,6             | 14,1              |
| Thomas Klein        | LINKE   | 1,8              | 1,8               |

## Landtagswahl 2010
Wahlberechtigt waren 111.287 Einwohner. Die Wahlbeteiligung lag bei 65,4 %.
| Direktkandidat       | Partei        | Erststimmen in % | Zweitstimmen in % |
| -------------------- | ------------- | ---------------- | ----------------- |
| Rainer Deppe         | CDU           | 45,5             | 38,2              |
| Oliver Deiters       | SPD           | 31,4             | 27,9              |
| Harald Wolfert       | B’90/Grüne    | 10,3             | 13,0              |
| Hermann Küsgen       | FDP           | 5,7              | 9,8               |
| Rainer Schneider     | Die Linke     | 4,1              | 4,4               |
| Ronald Micklich      | pro NRW       | 2,1              | 2,2               |
| Matias Bestard Jaume | BüSo          | 0,5              | 0,1               |
| Peter Lamssfuss      | Soziale Mitte | 0,1              |                   |

## Landtagswahl 2005
| Direktkandidat 2005       | Partei        | 2005 Stimmen in % | 2000 Stimmen in % |
| ------------------------- | ------------- | ----------------- | ----------------- |
| Rainer Deppe              | CDU           | 49,2              | 40,7              |
| Volker Jung               | SPD           | 30,8              | 36,5              |
| Christian Lindner         | FDP           | 9,7               | 12,9              |
| Harald Wolfert            | GRÜNE         | 5,9               | 6,7               |
| Klaus Reuschel-Schwitalla | WASG          | 1,6               | -,-               |
| Michael Höppner           | PDS           | 0,9               | 0,8               |
| Tom Philip Soest          | NPD           | 0,7               | -,-               |
| Reiner Höppner            | REP           | 0,5               | 0,9               |
| Walter vom Stein          | BüSo          | 0,4               | 0,2               |
| Louise Gottschalk         | ödp           | 0,3               | -,-               |
| –                         | UNABH. BÜRGER | -,-               | 1,2               |
| –                         | Sonstige      | -,-               | < 0,1             |

## Geschichte
| Wahl | Wahlkreisname                    | Gebiet                     | Wahlkreissieger    |
| ---- | -------------------------------- | -------------------------- | ------------------ |
| 2005 | 22 Rheinisch-Bergischer Kreis II | Rheinisch-Bergischer Kreis | Rainer Deppe (CDU) |
| 2010 | 22 Rheinisch-Bergischer Kreis II | Rheinisch-Bergischer Kreis | Rainer Deppe (CDU) |
| 2012 | 22 Rheinisch-Bergischer Kreis II | Rheinisch-Bergischer Kreis | Rainer Deppe (CDU) |
| 2017 | 22 Rheinisch-Bergischer Kreis II | Rheinisch-Bergischer Kreis | Rainer Deppe (CDU) |